# Enneapogon
Enneapogon es un género de plantas herbáceas perteneciente a la familia de las poáceas. Es originario de las regiones cálidas. Comprende 50 especies descritas y de estas, solo 23 aceptadas.

## Taxonomía
El género fue descrito por Desv. ex P.Beauv. y publicado en Essai d'une Nouvelle Agrostographie 81, 161. 1812. La especie tipo es: Enneapogon desvauxii P.Beauv.
Etimología
Enneapogon: nombre genérico que deriva de las palabras griegas ennea (nueve) y pogon (barba), refiriéndose a las nueve aristas plumosas de las puntas de los lóbulos de los lemmas.

## Especies aceptadas
A continuación se brinda un listado de las especies del género Enneapogon aceptadas hasta abril de 2015, ordenadas alfabéticamente. Para cada una se indica el nombre binomial seguido del autor, abreviado según las convenciones y usos. 
Citología
El número cromosómico básico del género es x = 9 y 10, con números cromosómicos somáticos de 2n = 18, 36 y 40, ya que hay especies diploides y una serie poliploide.  Cromosomas relativamente "pequeños".

## Especies
- Enneapogon abyssinicus (Hochst.) Rendle
- Enneapogon arenicola (Domin) N.T.Burb.
- Enneapogon asperatus C.E.Hubb.
- Enneapogon avenaceus (Lindl.) C.E.Hubb.
- Enneapogon benguellensis Rendle
- Enneapogon borealis (Griseb.) Honda
- Enneapogon brachystachyus (Jaub. & Spach) Stapf
  -     - Enneapogon brachystachyus var. macranthera Stapf
- Enneapogon caerulescens (Gaudich.) N.T.Burb.
  -     - Enneapogon caerulescens var. caerulescens
    - Enneapogon caerulescens var. occidentalis Kakudidi
- Enneapogon cenchroides (Licht.) C.E.Hubb.
- Enneapogon clelandii N.T.Burb.
- Enneapogon cylindricus N.T.Burb.
- Enneapogon decipiens Kakudidi
- Enneapogon desvauxii P.Beauv.
  - Enneapogon desvauxii subsp. borealis (Griseb.) Tzvelev
  - Enneapogon desvauxii subsp. desvauxii
- Enneapogon elegans (Nees ex Steud.) Stapf
- Enneapogon eremophilus Kakudidi
- Enneapogon filifolius (Pilg.) Stapf ex Garab.
- Enneapogon flavescens (Lindl.) N.T.Burb.
- Enneapogon glaber N.T.Burb.
- Enneapogon glumosus (Hochst.) Maire & Weiller
- Enneapogon gracilis (R.Br.) P.Beauv.
- Enneapogon intermedius N.T.Burb.
- Enneapogon lindleyanus (Domin) C.E.Hubb.
- Enneapogon lophotrichus Chiov. ex H.Sholz. & P.Koenig
- Enneapogon mollis Lehm.
- Enneapogon nigricans (R.Br.) P.Beauv.
- Enneapogon oblongus N.T.Burb.
- Enneapogon pallidus (R.Br.) P.Beauv.
  -     - Enneapogon pallidus var. breviseta N.T.Burb.
    - Enneapogon pallidus var. pallidus
- Enneapogon persicus Boiss.
- Enneapogon phleioides Roem. & Schult.
- Enneapogon planifolius N.T.Burb.
- Enneapogon polyphyllus (Domin) N.T.Burb.
- Enneapogon pretoriensis Stent
- Enneapogon pubescens (Domin) N.T.Burb.
- Enneapogon purpurascens (R.Br.) P.Beauv.
- Enneapogon pusillus Rendle
- Enneapogon robustissimus (Domin) N.T.Burb.
- Enneapogon scaber Lehm.
  -     - Enneapogon scaber var. scaber
- Enneapogon schimperanus (Hochst. ex A.Rich.) Renvoize
- Enneapogon scoparius Stapf
- Enneapogon spathaceus Gooss.
- Enneapogon truncatus Kakudidi
- Enneapogon virens (Lindl.) Kakudidi
- Enneapogon wrightii (S.Watson) C.E.Hubb.